# Клаузула о верховенстве
Клаузула о верховенстве (англ. Supremacy Clause) — формулировка в Конституции США, предусматривающая, что конституция и законы Соединённых Штатов, а также международные договоры, заключённые Соединёнными Штатами, являются верховным правом страны. Клаузула также обязывает судей штатов руководствоваться Конституцией, законами и международными договорами США, даже если конституции и законы отдельных штатов противоречат федеральному праву. Конституции штатов также признают верховенство федеральной Конституции США. Так, ныне действующая Конституция Калифорнии 1879 года указывает: «Штат Калифорния составляет неотъемлемую часть Американского Союза, и Конституция Соединённых Штатов является высшим законом страны». Клаузула содержится в статье VI Конституции США. Заключённый в ней принцип верховенства федерального права является одним из краеугольных в федеративной системе США.

## Текст клаузулы
Эта конституция и законы Соединенных Штатов, которые будут установлены во исполнение ее, равно как все трактаты, заключенные Соединенными Штатами, должны быть верховным законом страны, и судьи каждого штата должны подчиняться им, хотя бы в конституции и в законах отдельных штатов встречались противоречия им.Оригинальный текст (англ.)This Constitution, and the Laws of the United States which shall be made in Pursuance thereof; and all Treaties made, or which shall be made, under the Authority of the United States, shall be the supreme Law of the Land; and the Judges in every State shall be bound thereby, any Thing in the Constitution or Laws of any State to the Contrary notwithstanding.

## Предыстория
Разграничение предметов ведения и полномочий Союза и штатов в Конституции США основывается на концепции дуалистического федерализма, предусматривающей, что США в целом и штаты обладают собственными полномочиями, в рамках которых они полностью самостоятельны. В такой ситуации между Союзом и штатами могут возникать конфликты, для разрешения которых необходимо определить тот уровень публичной власти, которому будет придано первенство. Клаузула о верховенстве устанавливает, что приоритет в этом случае имеют органы государственной власти США в целом, а их правовые акты превалируют над правовыми актами органов государственной власти штатов. В этом отношении клаузула о верховенстве следует за положением статьи XIII Статей Конфедерации 1781 года, согласно которому «каждый штат подчиняется решениям Соединённых Штатов, собравшихся на конгрессе, по всем вопросам, предоставленным, в силу этой конфедерации, на их разрешение. Все статьи этой конфедерации должны нерушимо соблюдаться всеми штатами…»
В «Записках Федералиста» (№ 44) Джеймс Мэдисон, защищая клаузулу о верховенстве, указывал, что объём полномочий штатов, установленных их конституциями на момент принятия Конституции США, превышает тот объём, который допускается принимаемой Конституции США. Часть полномочий, которые до принятия Конституции США, относились к ведению штатов, после её принятия должны быть отнесены к ведению Союза. Отсутствие клаузулы о верховенстве Конституции США, по мнению, Джеймса Мэдисона, воспрепятствовало бы этому. Кроме того, он обращал внимание, что в действовавших конституциях штатов не получили надлежащего признания права конфедерации. Такой подход штатов, полагал Джеймс Мэдисон, поставил бы под сомнение полномочия, закрепляемые за Союзом Конституцией США, если бы в неё не была включена клаузула о верховенстве. Наконец, Джеймс Мэдисон обратил внимание, конституции штатов в значительной мере отличаются друг от друга. В результате может случиться, что очередной договор или общегосударственный закон, имеющий равное значение для всех штатов, вступит в противоречие с конституциями некоторых штатов, не нарушая конституций других, и, следовательно, войдя в силу в одних штатах, не будет иметь её в других.
Клаузула о верховенстве была принята Конституционным конвентом без серьёзных разногласий. Её суть в окончательной форме предложил представитель от Мэриленда Лютер Мартин, являвшийся одним из лидеров движения антифедералистов. Никто в конвенте особо не сомневался в необходимости правовой нормы, закрепляющей способ разрешения противоречий между федеральными законами и законами штатов.

## Толкование Верховного суда США
Клаузула о верховенстве получила толкование во многих решениях Верховного суда США.